# Stunt Racer 64
Stunt Racer 64 es un videojuego de carreras para Nintendo 64, desarrollado por Boss Game Studios, y publicado por Midway para un lanzamiento en 2000.

## Jugabilidad
Ambientado en un tiempo no especificado en el futuro, los vehículos están equipados con motor futurista y tecnología turbo, además de jets montados para permitir que el automóvil realice acrobacias en el aire. Estas acrobacias, que incluyen volteretas, volteretas, etc., permiten al jugador acumular recompensas en efectivo durante las carreras en pistas levitando. El dinero acumulado se utiliza para comprar automóviles nuevos, así como piezas mejoradas para automóviles.

### Modos
- Modo Concurso - Un jugador selecciona uno de los cuatro personajes, cada uno con sus propios coches únicos. A partir de ahí, los jugadores compiten en carreras contra un torneo completo que consta de docenas de oponentes controlados por la IA. Aunque las biografías de los personajes insinúan que los personajes de la computadora tienen distintas personalidades de carreras, no hay interacción directa con ellos y no tienen ningún propósito en el juego. Por cada eliminatoria, se otorga una cierta cantidad de puntos por cada lugar. El jugador debe colocarse lo suficientemente alto en general en cada ronda para avanzar. El primer lugar en una carrera permite al jugador quedarse con todo el dinero ganado, el segundo lugar permite conservar la mitad del dinero ganado y no se guarda dinero para los lugares 3 a 6. Hay cinco ligas por las que correr, cada una con un nivel de dificultad creciente, más oponentes con mejores vehículos, más rondas y más pistas. Cuando se logra el primer lugar en la general, el jugador corre uno a uno contra el dueño de la liga, con el premio del auto del dueño de la liga. Las ligas son, en orden de dificultad creciente:
  - Liga de Kid Cola
  - Liga de Bunny
  - Liga de Hill Bully
  - Liga de Big John
  - Liga de Dr. Death

(Nota: El jugador tiene que jugar el juego en dificultad Difícil para poder acceder a la liga de Dr. Death).
La repetición está disponible para ver después de cada carrera en el modo concurso.
- Carrera Rápida - De uno a cuatro jugadores pueden competir en una carrera de estilo arcade donde los premios en efectivo no se acumulan por encima de los $ 1,000 (cuando un jugador alcanza los $1,000+, cada $1,000 se cambia automáticamente por un Turbo que pueden usar en cualquier momento para ir más rápido). Los autos disponibles (y su estado de actualización) dependen del juego guardado que se cargó por última vez en el modo Concurso. Los dos modos principales de la Carrera Rápida son Carrera Simple (con oponentes opcionales por computadora) y Práctica (sin oponentes por computadora). Las dos pistas de acrobacias, Half Pipe y Stunt Bowl, están abiertas solo en Carrera Rápida. La repetición no está disponible para ver después de cada carrera en el modo de carrera rápida, con la excepción de Stunt Bowl y Half Pipe.

### Coches
Cuando se inicia una carrera en el modo Concurso, el jugador selecciona uno de los cuatro personajes iniciales, cada uno con su propio coche: Warbird Light, Z-Bucket, Stottlemeyer y Del Raye. Los premios en efectivo se pueden usar luego para comprar el resto de estos autos de arranque si lo desea, junto con otros autos que están disponibles solo mediante compra. Entre estos autos antes mencionados, una vez que alcanzan la actualización completa, sale a la venta una versión más elegante del automóvil. Estos coches "mejorados" no pueden actualizar sus piezas. Tampoco pueden hacerlo los coches obtenidos de los propietarios de la liga.

## Banda sonora
El juego cuenta con una banda sonora compuesta por Devin Hurd. La banda sonora del juego es única en el sentido de que cada canción del juego utiliza tres tipos diferentes de conjuntos de instrumentos según el nivel seleccionado; un conjunto de instrumentos de los años 50/jazz, un conjunto de rock/country moderno y un conjunto analógico/sintetizador.

## Rareza
Stunt Racer 64 se lanzó exclusivamente a través de las tiendas de alquiler de Blockbuster Video en Norteamérica, tanto para alquiler como para compra. Dependiendo de la ubicación, a un usuario de Blockbuster que alquilaba este juego se le alquilaba el juego completo (caja, manual y cartucho) o solo el cartucho y el manual. A menudo, la caja exterior se usó como caja de exhibición de la tienda, lo que explica la falta de precio en muchas de las etiquetas de precio que se encuentran en la mayoría de las cajas supervivientes. Debido a la naturaleza de los alquileres de juegos, los cartuchos a veces se agrietaron o dañaron físicamente durante su vida útil de alquiler, mientras que los manuales a menudo se iban a casa con la primera persona que alquilaba el juego y se devolvían dañados, destruidos o no se devolvían en absoluto. Además, algunos empleados de la tienda Blockbuster desechaban las cajas y los manuales cuando los juegos se alquilaban según el gerente de la tienda u otra política. Al igual que con muchos otros juegos exclusivos de alquiler de Nintendo 64 Blockbuster, estas condiciones dieron como resultado un juego muy raro de encontrar en perfecto estado.  Estas clasificaciones de rareza colocan una copia completa de Stunt Racer 64, incluido el cartucho, la caja y el manual, cerca de la parte superior de la lista de juegos más raros de Nintendo 64.